# Eparchia pekińska
Eparchia pekińska – jedna z trzech eparchii Chińskiego Kościoła Prawosławnego. Jej stolicą jest Pekin. Obecnie eparchia nie ma zwierzchnika ani wyznaczonego soboru eparchialnego. Za bieżące problemy struktury, podobnie jak w przypadku całego Chińskiego Kościoła Prawosławnego, odpowiedzialni są wyznaczeni hierarchowie Rosyjskiego Kościoła Prawosławnego.
Przed rewolucją kulturalną, siedzibą biskupa pekińskiego był kompleks obiektów rosyjskiej misji prawosławnej w Chinach z cerkwiami Zaśnięcia Matki Bożej, św. Nowomęczenników Chińskich, szkołą, seminarium duchownym i budynkami gospodarczymi. Przed 1914 planowane było również wzniesienie większego soboru katedralnego, jednak plan ten został ostatecznie zarzucony. Pierwszym prawosławnym biskupem Pekinu w ramach Rosyjskiego Kościoła Prawosławnego został w 1918 Innocenty (Figurowski).

## Biskupi pekińscy
- arcybiskup Innocenty (Figurowski) (1918–1931)[2]
- arcybiskup Szymon (Winogradow) (1931–1933)[3]
- arcybiskup Wiktor (Swiatin)[4] (1 marca 1933 – 31 maja 1956)
- Bazyli (Yao) (30 maja 1957 – 3 stycznia 1962)

Jedynym biskupem pekińskim, który sprawował urząd jako zwierzchnik autonomicznego Chińskiego Kościoła Prawosławnego, był biskup Bazyli (Yao), urzędujący w latach 1957–1962. Po jego śmierci władze chińskie nie pozwoliły na wybór następcy.